# Taja Sitar
Taja Sitar, slovenska smučarska skakalka, * 16. december 2006.
Sitar je članica kluba ND Rateče-Planica. 15. februarja 2025 je debitirala v svetovnem pokalu na Ljubnem in se uvrstila na 33. mesto. Dan za tem se je na istem prizorišču s 21. mestom prvič uvrstila med dobitnice točk svetovnega pokala.